# 検疫

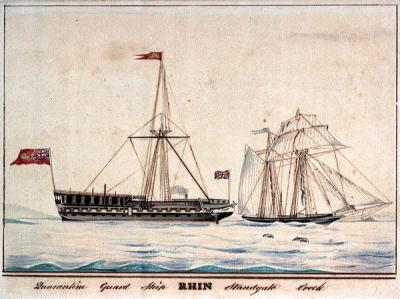
検疫中の船

入港する前に「本船乗組員の健康に問題なし。検疫に関する通行許可求む。」を示す国際信号旗 Q旗（ケベック、Yellow Jack）を掲げる。検疫中は二つQ旗を掲げることとなっている。検疫が終わったら入港する港の国旗を掲揚する。国際信号旗以前は、黄色以外に緑や黒の旗や国際信号旗のL旗と同じ旗も使用された。

検疫（けんえき）とは、港湾や空港にて、海外から持ち込まれた、もしくは海外へ持ち出す動物・植物・食品などが、病原体や有害物質に汚染されていないかどうかを確認すること。
またこれに例えて、コンピュータウイルス対策ソフトでシステムがウイルスに感染していないか、不正に侵入された形跡はないか確認することも「検疫」と呼ぶことがある。

## 概要
検疫とは、特定の国や施設に出入りする人、輸出入される動物や植物及び食品や飼料等、その他、生物を原材料とする物品や生物が含まれる可能性のある土壌・岩石等を一定期間隔離した状況に置いて、伝染病の病原体などに汚染されているか否かを確認、検査することである。また、伝染病患者の早期発見・隔離、消毒や媒介動物の駆除、予防接種などを行うことは防疫と呼ぶ。
1347年の黒死病大流行以来、疫病がオリエントから来た船より広がることに気づいたヴェネツィア共和国当局は、船内に感染者がいないことを確認するため、1377年に、疑わしい船を当時のヴェネツィア領だったクロアチアのラグーサ（現在のドゥブロヴニク）に入港させる前に、近くの小島に30日間強制的に停泊させる法律を施行した。さらに1448年には、首都ヴェネツィアに入港する時は10日間延長して40日間とすると改定した。これが検疫の起源である。
日本でも、コレラ患者のいる船を40日間沖に留め置く「コレラ船」という言葉があり、夏の季語となっていた。
また、近年では外来種を水際で防止するために必要な対策となっている。日本における人や食品の検疫は厚生労働省が、動植物の検疫は農林水産省が担当しており、全国の主要な空港・海港に設置された検疫所（厚生労働省）又は動物検疫所、植物防疫所（共に農林水産省）にて行なわれている。なお日本の植物検疫では、輸出入など外国との関係で行う検疫を植物検疫、国内での病害虫防除も含めて行うことを植物防疫という（#植物防疫で後述）。
様々な検疫が各国で行われており、例えば21世紀までイギリスでは狂犬病を予防するために全ての犬を含むほとんどの動物を6ヶ月間抑留するという法律が施行されていた。現在では、正しく予防接種が行われているという証明書を提出することで抑留を免れることができる。
検疫、特にその後の長期間の隔離は、その有効性が疑問視される場合には人権問題になることがある。

## 検疫官
日本の場合は、厚生労働省所属の検疫官が空港や港などで検疫を行っている。看護師などはごく一部であり、多くが事務員である。
- 家畜防疫官
- 植物防疫官

## 検疫対象

### 植物防疫
野菜や果物など農作物は、外来の害虫や病原体により大きな被害を受けることがある。例えば、アイルランドのジャガイモ飢饉（1845年～）をもたらしたジャガイモの病気は、最初にベルギーで発生した。このため、これらを持ち込む可能性のある植物や土などについては、国・地域と品目を特定して持ち込みを許さない場合がある。また、国内の一部に存在する病害虫の場合であっても、国内の他地域への移動を禁じていたり、検査しないと移動できなかったりする。たとえば日本ではサツマイモの大害虫として知られているアリモドキゾウムシは南西諸島の一部に生息する。このため、この地域から日本国内の他の地域への未消毒のサツマイモ類の持ち込みは禁止されている。同時に、野生植物のグンバイヒルガオもアリモドキゾウムシの寄主になるため同様である。また、柑橘類などは検査を受けなければ持ち込みが出来ない。
また、逆方向の例では、1958年（昭和33年）全国高等学校野球選手権大会に出場した沖縄県代表の首里高校の選手は、植物防疫法に触れるとして甲子園の土を持ち帰ることができなかった（沖縄に帰る船上から海中投棄を余儀なくされた）ものがある。
1862年にはアメリカ合衆国産ブドウ苗からフランスにブドウネアブラムシ（フィロキセラ）が広がって、周辺国を含めて枯死被害をもたらした（19世紀フランスのフィロキセラ禍）。その蔓延を防ぐための「フィロキセラ条約」が1879年に成立し、1952年に発効した国際植物防疫条約（IPPC）の原型となった。1992年には国際連合食糧農業機関（FAO）内にIPPC事務局が置かれ、2019年5月時点で183カ国・地域が加盟するまで拡大した。海外旅行者の増加、インターネット販売など経済のグローバル化により検疫の重要性が高まっているため、国連は2020年を「国際植物防疫年」とした。

### 動物
家畜伝染病予防法、狂犬病予防法及び感染症法に基づき動物、動物加工品などの検疫を行っている。
肉
家畜伝染病の多くは、少しの肉であっても感染の可能性があるため、加工肉であっても持ち込ませない対応がとられている。もし肉の輸出入を行う場合は、監視伝染病の病原体を拡散するおそれがないことを家畜防疫官に証明する書類を提示しなければならない。
競走馬
競馬においては、馬が国外のレースに出走する場合も多く（国際競走）、その際は検疫厩舎で出国時と帰国時に定められた検疫を受けなければならない。
日本（＝日本国外のレースに出走する日本の馬、あるいは日本のレースに出走する日本国外の馬）においては、検疫期間は通常7日間で、成田国際空港などを利用する際は、千葉県にある日本中央競馬会（JRA）の競馬学校で、関西国際空港などを利用する際は、兵庫県にある三木ホースランドパークで検疫が行われることが多い。稀に競馬場で行われる場合もある。

### 宇宙船と宇宙飛行士
人類初の人工衛星スプートニク1号打上げの翌年である1958年に「地球外探査による天体汚染に関する特別委員会」が組織され（翌1959年に国際宇宙空間研究委員会へ改名）、惑星保護の方針が策定された。この方針では、「地球由来の生命および生命由来物質を他天体に持ち込まない」「生命の存在が予想される天体から地球に帰還する際には滅菌、もしくは完全な封じ込めを行う」などの検疫の方針が決定された。
アポロ計画では月の伝染病を警戒して月面着陸した宇宙飛行士を一定期間検疫するために移動式検疫施設が4台開発された。宇宙船本体には殺菌薬ポビドンヨードを、宇宙飛行士たちは生物学的隔離服（Biological Isolation Garment）を着用し、体に次亜塩素酸ナトリウム製剤を塗布して、月からの伝染病を持ち込まないようにした。月が無菌状態であり、そういった警戒が必要ないと分かったアポロ14号以降は検疫が廃止された。
火星探査プログラムなどの地球の生物が繁殖しうるハビタブルゾーンに宇宙機を輸送するミッションでは、国際宇宙空間研究委員会（COSPAR）の定めた惑星防疫手順にしたがって防疫が行われる。

### その他
紙幣
2020年、新型コロナウイルス感染症の流行の際には、紙幣が新型ウイルスの感染源になるとして複数の国で消毒や検疫が試みられた。アメリカでは、連邦準備制度理事会 (FRB) が、アジア地域から国内へ戻ってきたドル紙幣を7-10日間隔離する検疫を行った。

## 生物多様性に関連して
検疫とは、元来は上記のように病原体や害虫などの有害生物の侵入を防ぐ意味を持つものであった。しかし、近年では、生物多様性の観点からの検疫も行われる。典型的な例はオーストラリアで、雑草の種子が含まれている可能性のある品目など、国外から生きた動植物や食料品が入ることを厳しく制限している。これは、オーストラリアの生物相が、世界の他の地域に比べて特異であり、これまでに国内に持ち込まれた他地域の生物が、オーストラリア大陸で大被害を与えた例が多々あることと共に、国内の特異な生物相を保護することを目ざしての措置である。
なお、ガラパゴス諸島では更に厳格な措置が設けられ、島に立ち入る際には足を洗わなければならない。

## 日本における検疫
日本における検疫の手続は検疫法（昭和26年6月6日法律第201号）などの法令による。検疫法は国内に常在しない感染症の病原体が国内に侵入することを防止することなどを目的として制定されているものである（検疫法第1条）。なお、日本国内での感染症予防や感染症患者に対する一般的な措置については「感染症の予防及び感染症の患者に対する医療に関する法律」（感染症予防法）の項目を参照。

### 検疫感染症
検疫の対象になる、検疫感染症については、検疫法第2条の各号で次のようなものが指定されている（検疫法第2条の1号から3号までの区分により隔離や停留などの内容が異なる）。
- 感染症の予防及び感染症の患者に対する医療に関する法律（感染症予防法） に規定する一類感染症（検疫法第2条1号）
一類感染症については感染症予防法第6条2項に規定があり、具体的には、エボラ出血熱、クリミア・コンゴ出血熱、痘そう（天然痘）、南米出血熱、ペスト、マールブルグ病、ラッサ熱が指定されている。
- 感染症の予防及び感染症の患者に対する医療に関する法律（感染症予防法）に規定する新型インフルエンザ等感染症（検疫法第2条2号）
新型インフルエンザ等感染症については感染症予防法第6条7項に規定がある。
- 国内に常在しない感染症のうちその病原体が国内に侵入することを防止するためその病原体の有無に関する検査が必要なものとして政令で定めるもの（検疫法第2条3号）
政令として検疫法施行令第1条に規定があり、具体的には、ジカウイルス感染症、新型コロナウイルス感染症（病原体がベータコロナウイルス属のコロナウイルス(令和二年一月に、中華人民共和国から世界保健機関に対して、人に伝染する能力を有することが新たに報告されたものに限る。)であるものに限る。）、チクングニア熱、中東呼吸器症候群（病原体がベータコロナウイルス属ＭＥＲＳコロナウイルスであるものに限る。）、デング熱、鳥インフルエンザ（病原体がインフルエンザウイルスA属インフルエンザAウイルスであってその血清亜型がH5N1またはH7N9であるものに限る。）、マラリアが指定されている。

### 検疫法の適用
検疫感染症の疑似症及び無症状病原体保有者に対する検疫法の適用基準については検疫法第2条の2に定めがある。
- 検疫法第2条1号に掲げる感染症の疑似症を呈している者については、同号に掲げる感染症の患者とみなして検疫法が適用される（検疫法第2条の2第1号）。
- 検疫法第2条2号に掲げる感染症の疑似症を呈している者であって当該感染症の病原体に感染したおそれのあるものについては、同号に掲げる感染症の患者とみなして検疫法が適用される（検疫法第2条の2第2号）。
- 検疫法第2条1号に掲げる感染症の病原体を保有している者であって当該感染症の症状を呈していないものについては、同号に掲げる感染症の患者とみなして検疫法が適用される（検疫法第2条の2第3号）。

### 隔離の措置
検疫所長は検疫法第2条1号・2号に掲げる感染症患者を隔離し、また、検疫官に感染症患者を隔離させることができる（検疫法第14条1項1号）。日本の検疫法上の隔離の措置は、既に検疫感染症にかかっていることが明らかとなった患者を対象とする措置である。
- 隔離される医療機関（検疫法第15条1項）
  - 検疫法第2条第1号に掲げる感染症の場合 - 特定感染症指定医療機関、第一種感染症指定医療機関
  - 検疫法第2条第2号に掲げる感染症の場合 - 特定感染症指定医療機関、第一種感染症指定医療機関、第二種感染症指定医療機関
ただし、緊急その他やむを得ない理由があるときは、これら以外の病院・診療所で検疫所長が適当と認めるものにその入院を委託することができる。
- 病原体保有の確認
隔離されている者やその保護者（親権を行う者又は後見人）が、検疫所長に対して隔離されている者の隔離を解くことを請求した場合（検疫法第15条4項）には、検疫所長は隔離されている感染症の患者が感染症の病原体を保有しているかどうかの確認をしなければならない（検疫法第15条5項）。
- 隔離措置の解除
検疫所長は隔離の措置がとられている感染症の患者について感染症の病原体を保有していないことが確認されたときには、直ちに隔離の措置を解かなければならない（検疫法第15条2項）。
- 罰則規定
隔離措置の継続中に逃げ出した者は、1年以下の懲役又は100万円以下の罰金に処される（検疫法第35条2号）。

### 停留の措置
検疫所長は外国で検疫法第2条1号・2号に掲げる感染症が発生し、その病原体が国内に侵入し、国民の生命及び健康に重大な影響を与えるおそれがあると認めるときには、検疫法第2条1号・2号に掲げる感染症の病原体に感染したおそれのある者を停留し、また、検疫官に感染したおそれのある者を停留させることができる（検疫法第14条1項2号）。日本の検疫法上の停留の措置は、検疫感染症に感染しているおそれのある者を対象とする措置である。
- 停留される医療機関（検疫法第16条1項・2項）
  - 検疫法第2条第1号に掲げる感染症の場合 - 特定感染症指定医療機関、第一種感染症指定医療機関

ただし、緊急その他やむを得ない理由があるときは、これら以外の病院・診療所で検疫所長が適当と認めるものにその入院を委託し、また、船長の同意を得て船舶内に収容して行うことができる。
  - 検疫法第2条第2号に掲げる感染症の場合 - 特定感染症指定医療機関、第一種感染症指定医療機関、第二種感染症指定医療機関、その他検疫所長が適当と認める病院・診療所、検疫法第16条2項の手続により同意を得た宿泊施設や船舶
- 病原体保有の確認
停留されている者やその保護者（親権を行う者又は後見人）が、検疫所長に対して停留されている者の停留を解くことを請求した場合（検疫法第16条6項）には、検疫所長は停留されている者が感染症の病原体を保有しているかどうかの確認をしなければならない（検疫法第16条7項）。
- 停留措置の解除
検疫所長は停留の措置がとられている者について感染症の病原体を保有していないことが確認されたときには、直ちに停留の措置を解かなければならない（検疫法第16条4項）。
- 罰則規定
停留措置の継続中に逃げ出した者は、1年以下の懲役又は100万円以下の罰金に処される（検疫法第35条2号）。

### 出入国管理法上の上陸制限
出入国管理及び難民認定法により感染症予防法の一類感染症、二類感染症、新型インフルエンザ等感染症、指定感染症又は新感染症の所見がある外国人（特別永住者を除く）は日本に上陸できない（出入国管理及び難民認定法第5条1項1号）。
- 一類感染症（前述）
- 二類感染症
二類感染症については感染症予防法第6条3項に規定があり、具体的には、急性灰白髄炎、結核、ジフテリア、重症急性呼吸器症候群（病原体がコロナウイルス属SARSコロナウイルスであるものに限る。）、中東呼吸器症候群（病原体がベータコロナウイルス属MERSコロナウイルスであるものに限る）、鳥インフルエンザ（病原体がインフルエンザウイルスA属インフルエンザAウイルスであってその血清亜型がH5N1又はH7N9であるものに限る。）が指定されている。
- 新型インフルエンザ等感染症（前述）
- 指定感染症
指定感染症とは「既に知られている感染性の疾病（一類感染症、二類感染症、三類感染症及び新型インフルエンザ等感染症を除く。）であって、第三章から第七章までの規定の全部又は一部を準用しなければ、当該疾病のまん延により国民の生命及び健康に重大な影響を与えるおそれがあるものとして政令で定めるもの」（感染症予防法第6条8項）である。
- 新感染症
新感染症とは「人から人に伝染すると認められる疾病であって、既に知られている感染性の疾病とその病状又は治療の結果が明らかに異なるもので、当該疾病にかかった場合の病状の程度が重篤であり、かつ、当該疾病のまん延により国民の生命及び健康に重大な影響を与えるおそれがあると認められるもの」（感染症予防法第6条9項）である。

### 感染症予防法上の輸入検疫
感染症を人に感染させるおそれが高いものとして政令で定める指定動物については、感染症の発生の状況などから厚生労働省令や農林水産省令で定める地域を発送地あるいは経由地とする輸入には厚生労働大臣及び農林水産大臣の許可を要する（感染症法第54条）。現在、指定動物にはイタチアナグマ、コウモリ、サル、タヌキ、ハクビシン、プレーリードッグ、ヤワゲネズミが指定されている（感染症の予防及び感染症の患者に対する医療に関する法律施行令第13条）。指定動物の輸入には輸入検疫手続を要する（感染症法第55条・第56条）。
また、上の指定動物を除く動物のうち、感染症を人に感染させるおそれがあるものとして厚生労働省令で定める動物やその死体のうち感染症を人に感染させるおそれがあるものとして厚生労働省令で定める動物については輸入届出を要する（感染症法第57条）。届出の対象となる動物等は感染症の予防及び感染症の患者に対する医療に関する法律施行規則に定められている。

### 家畜伝染病予防法上の輸出入検疫
特定の家畜の輸出入には家畜伝染病予防法上の農林水産大臣の許可、農林水産大臣への届出、輸出入検疫などを要する（家畜伝染予防法第36条～第46条）。

### 日本国内間の検疫
植物防疫法の定めにより、イモゾウムシやサツマイモノメイガなど、害虫の拡散を防ぐため国内間でも検疫が行われ、沖縄県全域、奄美群島、トカラ列島、小笠原諸島からは、サツマイモやグンバイヒルガオ等のヒルガオ科植物の生茎葉、及び生塊根等の持ち出しは禁止されている。
従って、空港や港で該当する物品を所持していると没収される。ただし加工品にはこのような制限は無い。現地の港および空港に、これらの注意を促す掲示やポスターがあるので、当地を訪問の際には参照されたい。